# US5
Gli US5 sono una boy band, i cui membri provengono dalla Germania, dall'Inghilterra, e dagli Stati Uniti. Il gruppo è stato lanciato da Lou Pearlman nel 2005 nel reality show tedesco Big in America, ed ha debuttato nel giugno dello stesso anno, ottenendo un notevole successo in Europa con il loro primo album Here we Go. Il loro primo singolo Maria è stata al numero uno in Germania ed ha ottenuto il disco d'oro. In totale, il disco ed i suoi relativi singoli hanno venduto 2 500 000 copie in tutto il mondo.
Dopo aver girato l'Europa in tour, gli US5 hanno pubblicato il loro secondo album In Control nell'autunno 2006. Anche in questo caso, il gruppo ottiene una certa popolarità nell'Europa dell'est, e soprattutto in Polonia, dove il gruppo ottiene il disco d'oro per entrambi gli album. Nell'inverno del 2007, Mikel Johnson abbandona il gruppo e viene sostituito dal quindicenne Vincent Tomas.
Dopo che Lou Pearlman è stato arrestato ed è in attesa di giudizio con l'accusa di frode, gli US5 hanno avuto la possibilità di continuare a fare concerti, mentre i proventi da essi ricavati sono posti sotto sequestro, fino a che la sentenza non verrà emessa.

## Membri del gruppo
- Izzy Gallegos (nato il 19 settembre 1983 a Stockton (California))
- Tariq “Jay” Khan (nato il 31 marzo 1982 a Londra)
- Christopher Richard “Richie” Stringini (nato il 28 novembre 1988 a Wheaton (Illinois))
- Vincent “Vince” Tomas (nato il 27 agosto 1992 a Mansfield (Ohio))

Ex-Membri
- Michael “Mikel” Johnson (nato il 18 luglio 1987 a Magonza)
- Christoph “Chris” Watrin (nato il 7 agosto 1988 a Colonia)

## Discografia

### Album
- Here We Go (2005) (Here We Go - New Edition, 2006)
- In Control (2006) (In Control - Reloaded, 2007)
- Around the World (2008)
- Back Again (2010)

### Singoli
| Anno | Titolo                                          | Posizione in classifica | Posizione in classifica | Posizione in classifica | Posizione in classifica | Posizione in classifica | Posizione in classifica | Album                    |
| Anno | Titolo                                          | GER                     | AUT                     | SWI                     | UK                      | POL                     | EU                      | Album                    |
| ---- | ----------------------------------------------- | ----------------------- | ----------------------- | ----------------------- | ----------------------- | ----------------------- | ----------------------- | ------------------------ |
| 2005 | “Maria”                                         | 1                       | 4                       | 8                       | 38                      | 5                       | 9                       | Here We Go               |
| 2005 | “Just Because of You”                           | 3                       | 3                       | 8                       | –                       | 42                      | 14                      | Here We Go               |
| 2006 | “Come Back to Me Baby”                          | 3                       | 4                       | 4                       | –                       | 58                      | 9                       | Here We Go – New Edition |
| 2006 | “Mama”                                          | 4                       | 6                       | 18                      | –                       | 77                      | 16                      | Here We Go – New Edition |
| 2006 | “In the Club”                                   | 2                       | 2                       | 15                      | –                       | 1                       | 13                      | In Control               |
| 2007 | “One Night with You”                            | 2                       | 8                       | 38                      | –                       | 2                       | 15                      | In Control               |
| 2007 | “Rhythm of Life (Shake It Down)”                | 4                       | 6                       | 25                      | –                       | 4                       | 18                      | In Control - Reloaded    |
| 2007 | “Too Much Heaven” (ft. Robin Gibb dei Bee Gees) | 7                       | 26                      | –                       | –                       | 61                      | 68                      | In Control - Reloaded    |
| 2008 | “Round And Round”                               | 7                       | 17                      | –                       | –                       |                         |                         | Around The World         |
| 2009 | "The Boys Are Back"                             | 7                       | 17                      | –                       | –                       |                         |                         | Around The World         |
| 2010 | “Anytime”                                       | 7                       | 17                      | –                       | –                       |                         |                         | Back Again               |

### DVD
- US5 – The History (2005)
- Here We Go – Live & Private (2006)
- US5 – Live In Concert (2006)
- US5 On Holiday (2008)

## Riconoscimenti
Awards 2005
- Gold for - Maria“ (Germany)
- Gold for - Maria“ (USA)
- Gold for “Here We Go”
- Platin for „Here We Go“
- Goldener Bravo Otto to "Superband Pop"
- Yam! Award "Superstar 2005" for Richie
- German Radio Award als "Best Newcomer Male"
- ADTV Music-Award für „Maria“

Awards 2006
- XPress-Award "Goldener Pinguin" to "Beste Band"
- Platin for „Here We Go“ (Austria)
- Gold for “US 5 - The History “
- Jetix Kids Award "Beste Band"
- Goldener Bravo Otto "Superband Pop"

Awards 2007
- Gold for 'Here we go' in Poland (10.000)
- Gold for 'In Control' in Poland (über 100.000)
- Radio Regenbogen Award "Popgruppe des Jahres"
- Steiger Award "Nachwuchs"
- Goldene Kamera "Pop International Band"
- Goldener Otto "Super Band Pop"
- Vivalicious Style Award
- Viva Comet in Polen "Superband // Event des Jahres"
- Kid's Choice Awards "Lieblingsband"
- Jetix Kids Award "Beste Band"